# Gouldia cerina
Gouldia cerina är en musselart som först beskrevs av C. B. Adams 1845.  Gouldia cerina ingår i släktet Gouldia och familjen venusmusslor. Inga underarter finns listade i Catalogue of Life.